# Doodle Jump
Doodle Jump est un jeu vidéo de type casual et de plate-forme, développé et publié par Lima Sky, sur supports Windows Phone, iOS, BlackBerry, Android, Java Mobile (J2ME), Nokia Symbian, et sur console Xbox 360 sur Kinect. Il est publié à l'international sur iOS le 6 avril 2009, et plus tard adapté sur Android et BlackBerry le 2 mars 2010, sur Symbian le 1er mai 2010, et Windows Phone 7 le 1er juin 2011 (réédité le 21 août 2013 pour Windows Phone 8). Il est publié sur iPad le 1er septembre 2011.
Doodle Jump devient connu sur l'App Store et compte 25 000 téléchargements quotidiens en 4 mois consécutifs (un nombre plus tard dépassé par Angry Birds). En décembre 2011, le jeu compte 10 millions d'exemplaires vendus sur iTunes et Google Play, puis atteint les 15 millions de téléchargement sur toutes les plateformes confondues,. Le jeu est également développé sur borne d'arcade. Igor et Marko Pusenjak sont les créateurs de Doodle Jump. Doodle Jump s'inspire du jeu japonais Papijump de Sunflat Games.

## Système de jeu
Dans Doodle Jump, le but est de guider un petit monstre jaune et vert à quatre pattes appelé le Gribouilleur (The Doodler, en anglais) le plus haut possible sur une série de plateformes sans tomber. Le côté gauche de l'écran du jeu est connecté avec le côté droit, permettant ainsi au personnage de passer sans difficulté de droite à gauche et vice-versa. Pour les appareils avec accéléromètre, le joueur doit pencher son écran pour diriger le Gribouilleur dans la direction désirée. Pour les autres, le joueur utilisera deux touches de déplacement latéral. Le joueur peut également accélérer la cadence grâce à plusieurs objets sur son parcours, comme des chapeaux, jetpacks, fusées, ressorts, trampolines et des boucliers d'invulnérabilité (dans certains niveaux uniquement). Il y a également des monstres et vaisseaux spatiaux que le Gribouilleur doit éviter ou éliminer en tirant ou en sautant dessus. Le joueur peut tirer en tapotant sur son écran ; il existe un mode de ciblage automatique sur les applications pour Android et Windows Phone. Il n'existe aucune fin définitive au jeu, mais le jeu se termine lorsque le joueur tombe, heurte un monstre, est aspiré par un trou noir, ou est enlevé par un vaisseau spatial. Le joueur peut choisir différents thèmes incluant thème original, Noël, Halloween, forêt, espace, la Coupe du monde de football, les fonds marins, les œufs de Pâques, le blizzard, le thème ninja ou pirate. Le thème choisi modifie l'apparence du personnage, de ses ennemis, et du décor,.
Une version gratuite existe également. Cette version est pratiquement identique à l'originale, mais certains éléments comme les vaisseaux spatiaux ne sont pas présents, contient des publicités, et limite la hauteur du personnage. L'arrivée de la version 2.0 apporte une nouveauté, le mode multijoueur (2 à 8 personnes) via le Game Center.
En remplaçant le nom du joueur par certains codes, il est possible de changer le thème du jeu : Boo, Booga, Bunny, Creeps, Dooby, Ooga, Nooby , Klack, Klik , Snow, et Hop. Dans la toute nouvelle version[Laquelle ?] il n'y a que « ooga » et « hop » qui marchent. Cependant, ces codes ne peuvent marcher que sur iOS (iPhone, iPod Touch)[réf. nécessaire]. Ces codes ne marchent pas sur Player 5.

## Accueil

### Critique
- GameSpot : 8/10 (AND)[10]
- Nintendo Life : 4,5/10 (3DS)[11]
- Official Xbox Magazine : 4,5/10 (X360)[12]

### Ventes
Doodle Jump atteint la première place des jeux payants en France et aux États-Unis, numéro 1 des applications payantes au Royaume-Uni, en Autriche, Allemagne, Norvège, Suisse et aux Pays-Bas en décembre 2009.

### Récompenses
Il reçoit également le prix Apple Design Awards.

## Médias
Dans l'épisode 8 de la saison 3 (The Adhesive Duck Deficiency) de la série américaine The Big Bang Theory, Sheldon Cooper fait référence au jeu alors qu'il voit quelqu'un y jouer dans la salle d'attente de l'hôpital.